# Netolice (nádraží)
Netolice je dopravna D3 (někdejší železniční stanice) v severozápadní části města Netolice v okrese Prachatice v Jihočeském kraji nedaleko Bezdrevského potoka. Leží na neelektrizované jednokolejné trati Dívčice–Netolice (pravidelná osobní přeprava ukončena roku 2011). Ve městě se dále nachází železniční zastávka Netolice zastávka.

## Historie

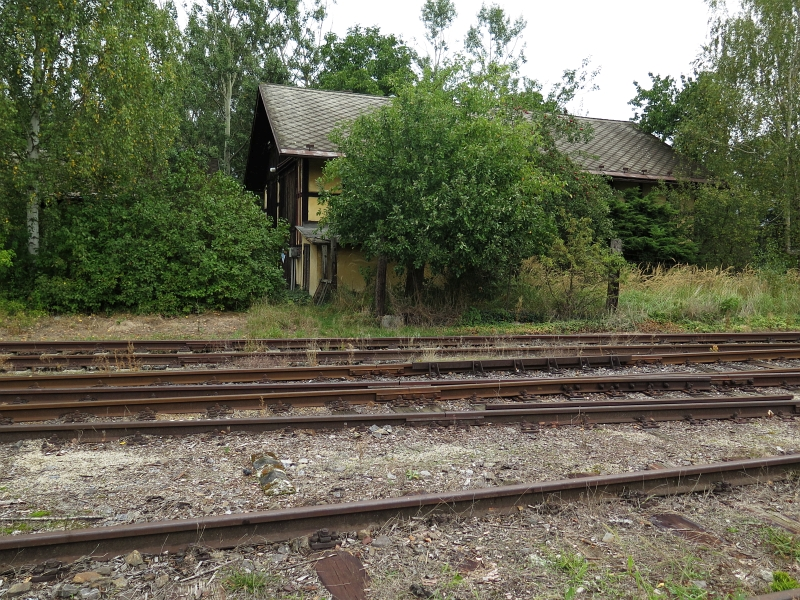
Objekt výtopny parních lokomotiv

28. října 1895 otevřela společnost Netolická místní dráha reprezentovaná místním advokátem a starostou JUDr. Otakarem Kudrnou trať z Netolic do Dívčic. Odtud od roku 1868 procházela železnice v majetku společnosti Dráhy císaře Františka Josefa (KFJB) spojující Vídeň, České Budějovice a Plzeň, roku 1872 prodloužené až do Chebu na hranici Německa. Nově postavené nádraží v Netolicích vzniklo jako koncová stanice, dle typizovaného stavebního vzoru. Vznikla zde též lokomotivní výtopna.
Po zestátnění soukromé společnosti v roce 1925 správu přebraly Československé státní dráhy. Pravidelná osobní doprava zde byla ukončena v roce 2011 a na trati se pořádají pouze turistické jízdy.

## Popis
Nachází se zde jedno vnitřní jednostranné nástupiště, k příchodu na nástupiště slouží úrovňový přechod přes kolej.